# Achille Paroche
Achille Paroche (n. 1 martie 1868, Sery, Champagne-Ardenne, Franța – d. 27 mai 1933, Signy-l'Abbaye, Champagne-Ardenne, Franța) a fost un trăgător de tir ce a reprezentat Franța, medaliat olimpic. A participat la 2 ediții ale Jocurilor Olimpice (1900, 1920) în care a câștigat o medalie de aur, 3 medalii de argint și o medalie de bronz.